# Oh What a Beautiful Morning
Oh What a Beautiful Morning è un album dal vivo del gruppo musicale indie rock statunitense Eels, pubblicato nel 2000.

## Tracce
1. Feeling Good – 2:32
2. Overture – 7:02

Last Stop: This Town
Beautiful Freak
Rags to Rags
Your Lucky Day in Hell
My Descent into Madness
Novocaine for the Soul
Flower
1. Oh, What a Beautiful Morning – 6:01
2. Abortion in the Sky – 1:29
3. It's a Motherfucker – 2:06
4. Fucker – 2:18
5. Ant Farm – 2:08
6. Climbing to the Moon – 4:06
7. Grace Kelly Blues – 3:31
8. Daisies of the Galaxy – 4:02
9. Flyswatter – 8:06
10. Vice President Fruitley – 3:13
11. Hot and Cold – 3:10
12. Mr. E's Beautiful Blues – 4:05
13. Susan's House – 4:28
14. Something Is Sacred – 2:37

## Formazione
- E - voce, chitarra, tastiere
- Butch - batteria, percussioni, voce
- Orest Balaban - basso
- Steve Crum - tromba
- Lisa Germano - chitarra, cori
- Probyn Gregory - corni
- David Hlebo - sassofono